# Metadiskurs
Ein Metadiskurs  (griechisch μετά meta ‚nach‘, ‚danach‘ und lateinisch discursus ‚Umherlaufen‘) oder eine Metaerzählung ist ein Diskurs, der eine übergeordnete Funktion über andere Diskurse hat. Der Begriff wurde eingeführt, um die Moderne zu kritisieren, besonders von Jean-François Lyotard in seiner Schrift Das postmoderne Wissen.

## Jean-François Lyotard
In seiner 1979 veröffentlichten Studie Das postmoderne Wissen (Originaltitel: La condition postmoderne), die er als Auftragsarbeit für den Universitätsrat der Regierung von Québec geschrieben hatte, beschäftigt sich Lyotard mit dem Wissen in „postindustriellen“ Gesellschaften. In der gleichen Arbeit legt er seinen Begriff der Postmoderne dar.
Demnach sind große Erzählungen narrative Ideen, die in der modernen Gesellschaft, wie im Volk oder Staat, verbreitet werden. Durch fortschritts- oder zukunftsweisende Botschaften (z. B. Aufklärung oder Sozialismus) dienen sie dazu, dass Autorität legitimiert wird.
Wissenschaft sah Lyotard also als neue Wissensform, die mit dem Problem der eigenen Berechtigung konfrontiert ist. Dafür schlug er zwei mögliche Legitimationserzählungen vor:
- eine politisch-staatliche – welche eine praktische Emanzipation anzielt, wie sie in der Aufklärung, namentlich von Immanuel Kant propagiert wurde, und
- eine philosophisch-spekulative – wie sie die großen Systementwürfe des Deutschen Idealismus versuchten, namentlich Georg Wilhelm Friedrich Hegel.

Nach Lyotard gelingt es beiden „großen Erzählungen“ nicht, eine allgemein verbindliche wissenschaftliche Rationalität zu legitimieren, wie dies etwa die Erkenntnis- und Wissenschaftstheorien der Aufklärung, des Humanismus und einiger Vertreter idealistischer Philosophie postuliert hatten. Derartige Projekte fasste er unter dem Ausdruck „Moderne“ zusammen. Die spekulativ-philosophische Legitimation zerfalle, indem sie erkenne, dass ihr zentrales Prinzip, das Leben des Geistes, auch nur eine Interpretation unter vielen sei. Die emanzipatorische Legitimation sei unhaltbar, da sie die Verbindlichkeit ihrer eigenen Regeln nicht herleiten könne. Auch könne sie zu ästhetischen und praktisch-moralischen Fragen keine Stellung beziehen.
Das Projekt der „Moderne“ sei daher gescheitert. Die „großen Erzählungen“ müssten aufgegeben werden. An ihre Stelle trete eine Vielfalt von Diskursen, die mit je eigenen Regeln der Konstitution und Verknüpfung von Aussagen folgen und mit eigenen Kriterien der Rationalität und Normativität einhergehen können.